# Dashanzi

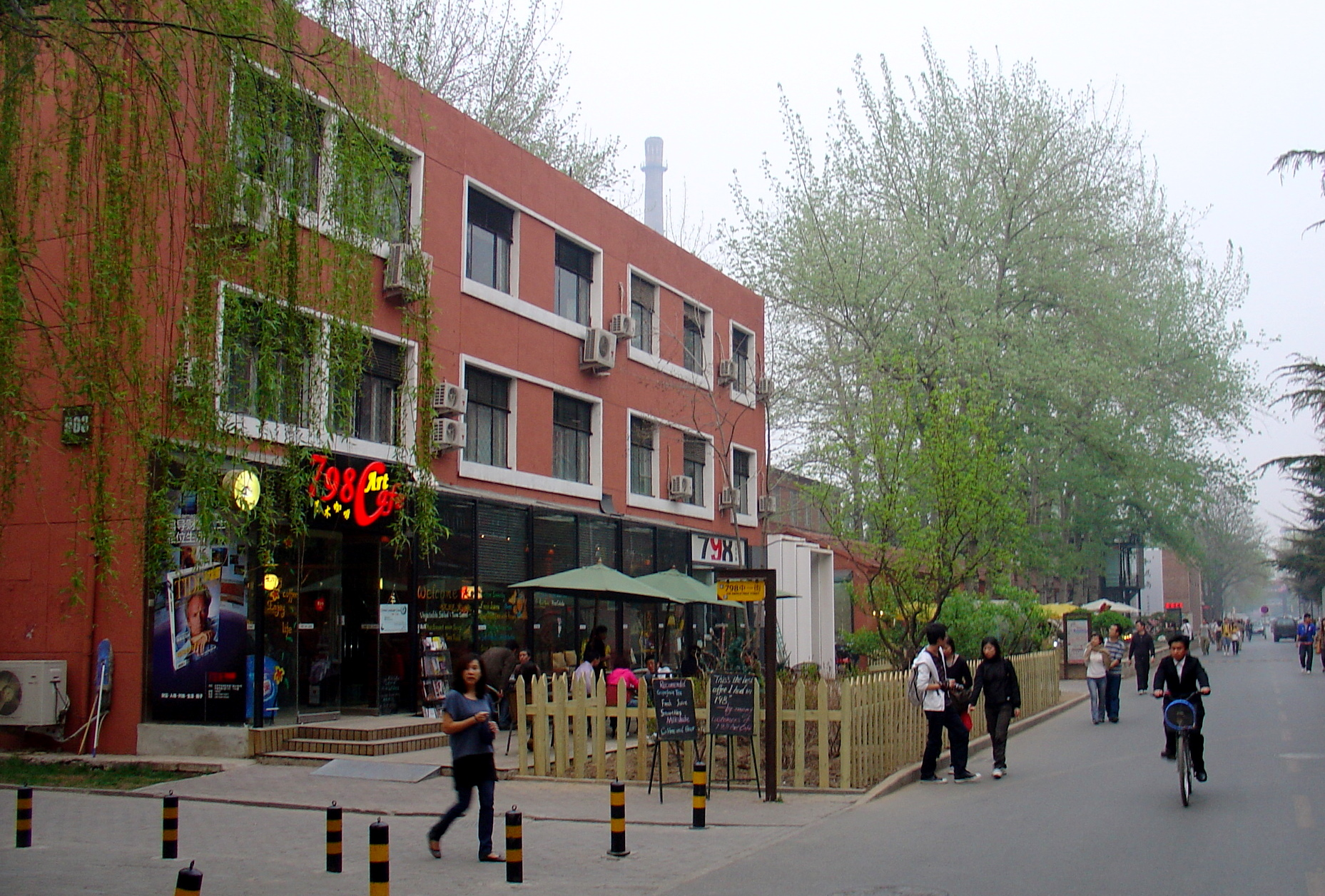
Konstzon 798

Dashanzi (大山子; Dàshānzi) är ett område i Chaoyangdistriktet i nordöstra delen av Peking i Kina.
Dashanzi är ett område med industrier och med Dashanzis konstzon, även kallad Konstzon 798. Det ligger längs motorvägen Airport Expressway till Pekings internationella flygplats mellan Fjärde ringvägen och Femte ringvägen.
Dashanzis konstzon är ett område med gott om gallerier och konstnärskolonier.